# Alma May Waterman
Alma May Waterman ( * 1893 - 1977 ) fue una micóloga estadounidense. 

## Biografía
Toda su formación científica hasta su Ph.D. la efectuó en la Brown University, Providence (Rhode Island). Fue Asistente en fitopatología forestal, USDA de 1917 a 1922 en New Haven, New Haven, y de 1922 a 1929 Patóloga, en USDA, en New Haven. 

## Algunas publicaciones
- Cash, EK; AM Waterman. 1957. A new species of Plagiostoma associated with a leaf disease of hybrid aspens. Mycologia 49 (5): 756-760, 1 fig.
- Waterman, AM. 1941. Diseases of shade and ornamental trees: annotated list of specimens received in 1940 at the New Haven Office, Division of Forest re peo Pathology. Plant Disease Reporter 25: 181-182
- ----. 1955. The relation of Valsa kunzei to cankers on conifers. Phytopathology 45 (12): 686-692
- ----. 1956. Verticillium wilt of yellow poplar. Plant Disease Reporter 40: 349-350
- ----; EK Cash. 1950. Leaf blotch of poplar caused by a new species of Septotinia. Mycologia 42: 374-384, 2 pls.
- ----; RP Marshall. 1947. A new species of Cristulariella associated with a leaf spot of maple. Mycologia 39: 690-698, 2 figs.

- La abreviatura «Waterman» se emplea para indicar a Alma May Waterman como autoridad en la descripción y clasificación científica de los vegetales.[1]